# Badminton aux Jeux panarabes de 2023
Navigation
Édition précédente
Les compétitions de badminton de la 13e édition des Jeux panarabes se sont déroulées du 5 au 10 juillet 2023 à Alger. 5 épreuves sont disputées.

## Médaillés
| Épreuve        | Or                                         | Argent                                          | Bronze                                                 |
| -------------- | ------------------------------------------ | ----------------------------------------------- | ------------------------------------------------------ |
| Simple hommes  | Bahreïn Adnan Hasan                        | Algérie Adel Hamek                              | Algérie Youcef Sabri Medel                             |
| Simple hommes  | Bahreïn Adnan Hasan                        | Algérie Adel Hamek                              | Jordanie Bahaedeen Ahmad Alshannik                     |
| Doubles hommes | Algérie Koceila Mammeri Youcef Sabri Medel | Algérie Adel Hamek Mohamed Abderrahime Belarbi  | Jordanie Bahaedeen Ahmad Alshannik Izzeldeen Abu Arrah |
| Doubles hommes | Algérie Koceila Mammeri Youcef Sabri Medel | Algérie Adel Hamek Mohamed Abderrahime Belarbi  | Algérie Sifeddine Larbaoui Mohamed Abdelaziz Ouchefoun |
| Simple femmes  | Jordanie Maryam Abuarrah                   | Jordanie Marah Omar                             | Syrie Sanaa Mahmoud                                    |
| Simple femmes  | Jordanie Maryam Abuarrah                   | Jordanie Marah Omar                             | Algérie Tanina Mammeri                                 |
| Double femmes  | Algérie Linda Mazri Yasmina Chibah         | Algérie Tanina Mammeri Halla Bouksani           | Algérie Houda Ferd Nihad Benhaoua                      |
| Double femmes  | Algérie Linda Mazri Yasmina Chibah         | Algérie Tanina Mammeri Halla Bouksani           | Syrie Sanaa Mahmoud Ranim Hasbani                      |
| Double mixte   | Algérie Koceila Mammeri Tanina Mammeri     | Algérie Mohamed Abderrahime Belarbi Linda Mazri | Algérie Mohamed Abdelaziz Ouchefoun Halla Bouksani     |
| Double mixte   | Algérie Koceila Mammeri Tanina Mammeri     | Algérie Mohamed Abderrahime Belarbi Linda Mazri | Algérie Sifeddine Larbaoui Yasmina Chibah              |